# Mallomonadaceae
Famille
Les Mallomonadaceae sont une famille d'algues de l'embranchement des Ochrophyta  de la classe des Chrysophyceae et de l'ordre des Synurales.

## Étymologie
Le nom vient du genre type Mallomonas, dérivé du grec μαλλός / mallós, « touffe de laine », et μονασ / monas, « seul, solitaire, isolé », littéralement « monade laineuse », en référence aux « écailles garnies de poils de silice que portent les cellules des espèces de ce genre ».

## Description
Les Mallomonas sont des cellules solitaires, entourées d'une enveloppe d'écailles de silice, de types et de formes variés (écailles de collier, écailles corporelles avec ou sans dôme, écailles de queue, écailles annulaires). Les écaille portent généralement des poils de silice dans la forme est parfois complexe.
Les cellules sont biflagellées (un lisse et un poilu). Sauf chez Mallomonopsis, le flagelle lisse est réduit à un court moignon non visible au microscope optique. Le flagelle poilu possède deux rangées de poils tripartites. 
Chaque cellule contient un chloroplaste bilobé sans stigmate.
Les kystes et écailles de Mallomonas silicifiés se conservent bien dans les sédiments lacustres, ce qui est utilisé pour la reconstitution de l'histoire de l'eutrophisation et l'acidification des zones lacustres.

## Liste des genres
Selon AlgaeBase (3 février 2022) :
- Catenochrysis Perman
- Chlorodesmis F.W.Phillips
- Chrysodidymus Prowse
- Cladospongia M.O.P.Iyengar & K.R.Ramanathan
- Conradiella Pascher
- Jaoniella Skvortsov
- Lepidoton Seligo
- Mallomonas Perty
- Mallomonopsis Matvienko
- Ochromallomonas J.W.G.Lund
- Phillipsiella Lemmermann
- Promallomonas F.Steinecke
- Pseudomallomonas Chodat
- Pseudosyncrypta Kisselev
- Skadovskiella Korshikov
- Syncrypta Ehrenberg
- Synura Ehrenberg
- Tessellaria Playfair

## Galerie

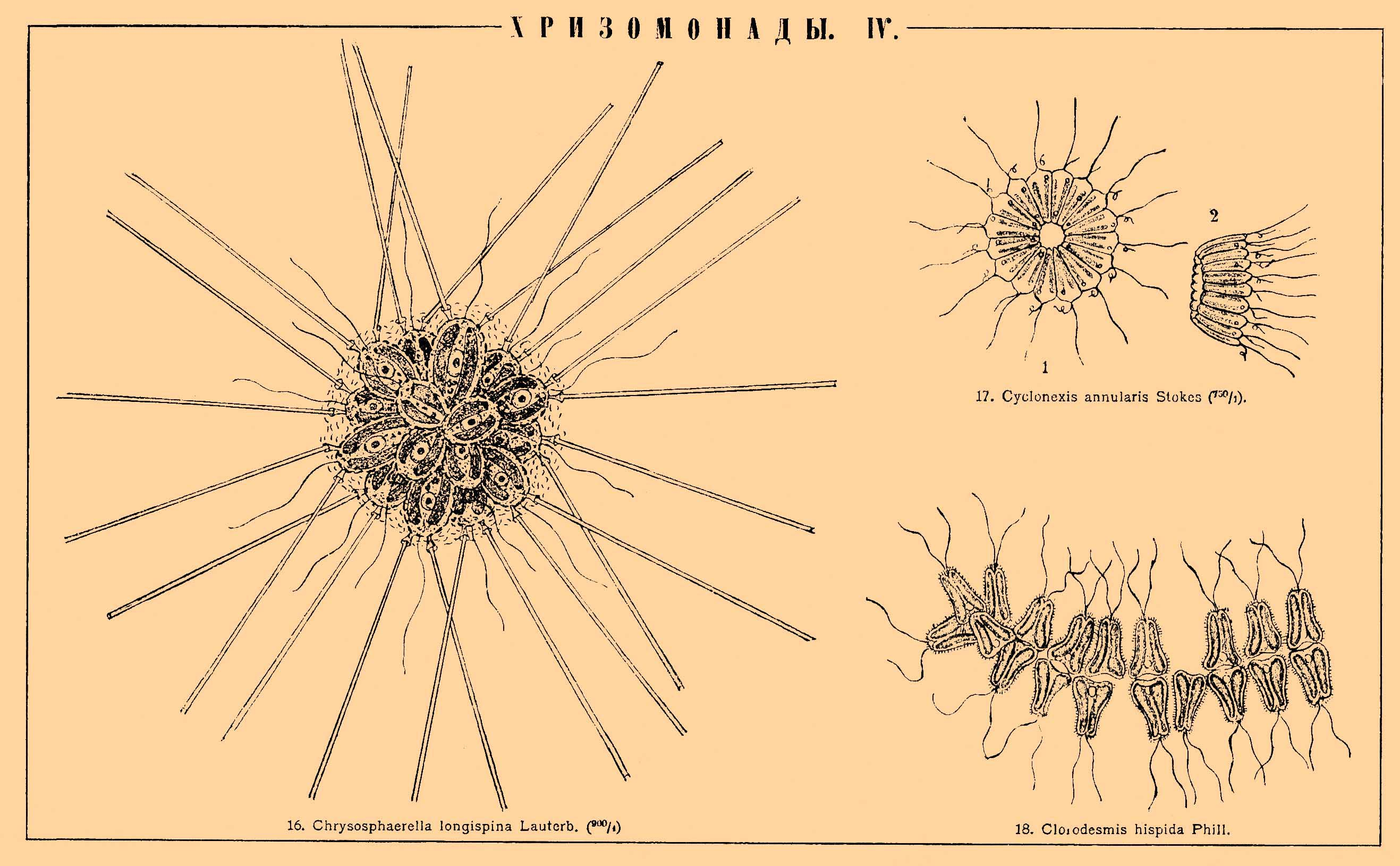
18. Chlorodesmis hispida Phill. (= Chlorodesmos hispida Phill.)
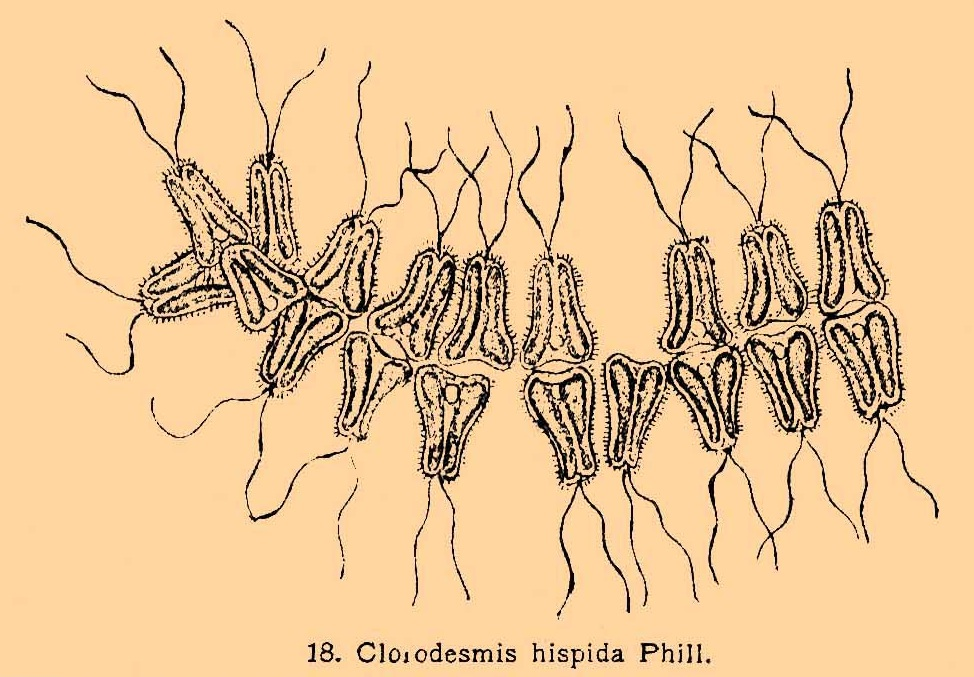
Chlorodesmos hispida.
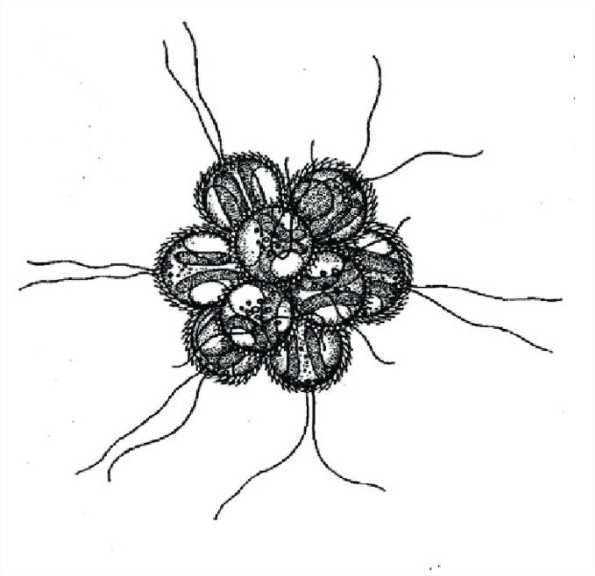
Synura sphagniola (Korshikov, 1927).
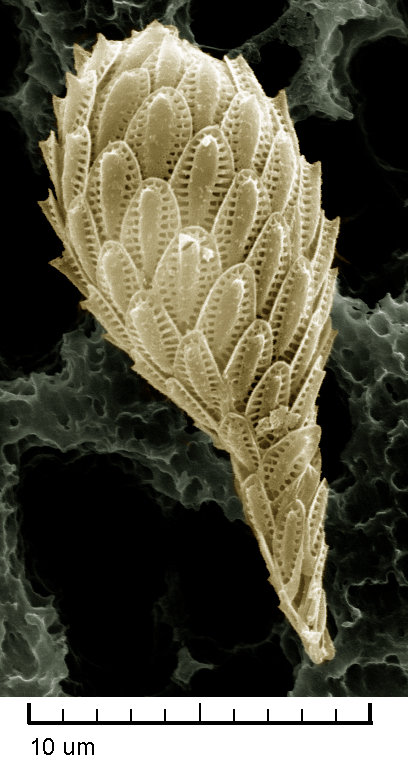
Synura petersenii.

## Systématique
Les classifications les plus récentes (3 février 2022) semblent vouloir inclure dans les Mallomonadaceae :
- la famille des Neotessellaceae avec le genre Tessellaria de Playfair (dont le nom accepté est Neotessella Jo et al., 2016) ;
- la famille des Synuraceae et les genres Chrysodidymus, Cladospongia et Jaoniella.